# Смирнов, Виктор Юрьевич
Ви́ктор Ю́рьевич Смирно́в (род. 5 июля 1955) — советский и российский дипломат. Чрезвычайный и полномочный посланник 1 класса (2010).

## Биография
Окончил МГИМО МИД СССР (1977). Кандидат исторических наук. На дипломатической работе с 1980 года.
- В 1985—1989 годах — сотрудник Посольства СССР в Египте.
- В 1992—1996 годах — сотрудник Посольства России в Израиле.
- В 1998—2004 годах — советник-посланник Посольства России в Израиле.
- В 2004—2008 годах — заместитель директора Департамента Ближнего Востока и Северной Африки МИД России.
- С 28 января 2008 по 29 декабря 2014 года — чрезвычайный и полномочный посол России в Бахрейне[1][2].
- С 2014 года — главный советник, заместитель директора Департамента Ближнего Востока и Северной Африки МИД России.

## Дипломатический ранг
- Чрезвычайный и полномочный посланник 2 класса (25 декабря 2000)[3].
- Чрезвычайный и полномочный посланник 1 класса (12 июля 2010)[4].

## Семья
Женат, имеет сына и дочь.